# Wasserturm Ginnick

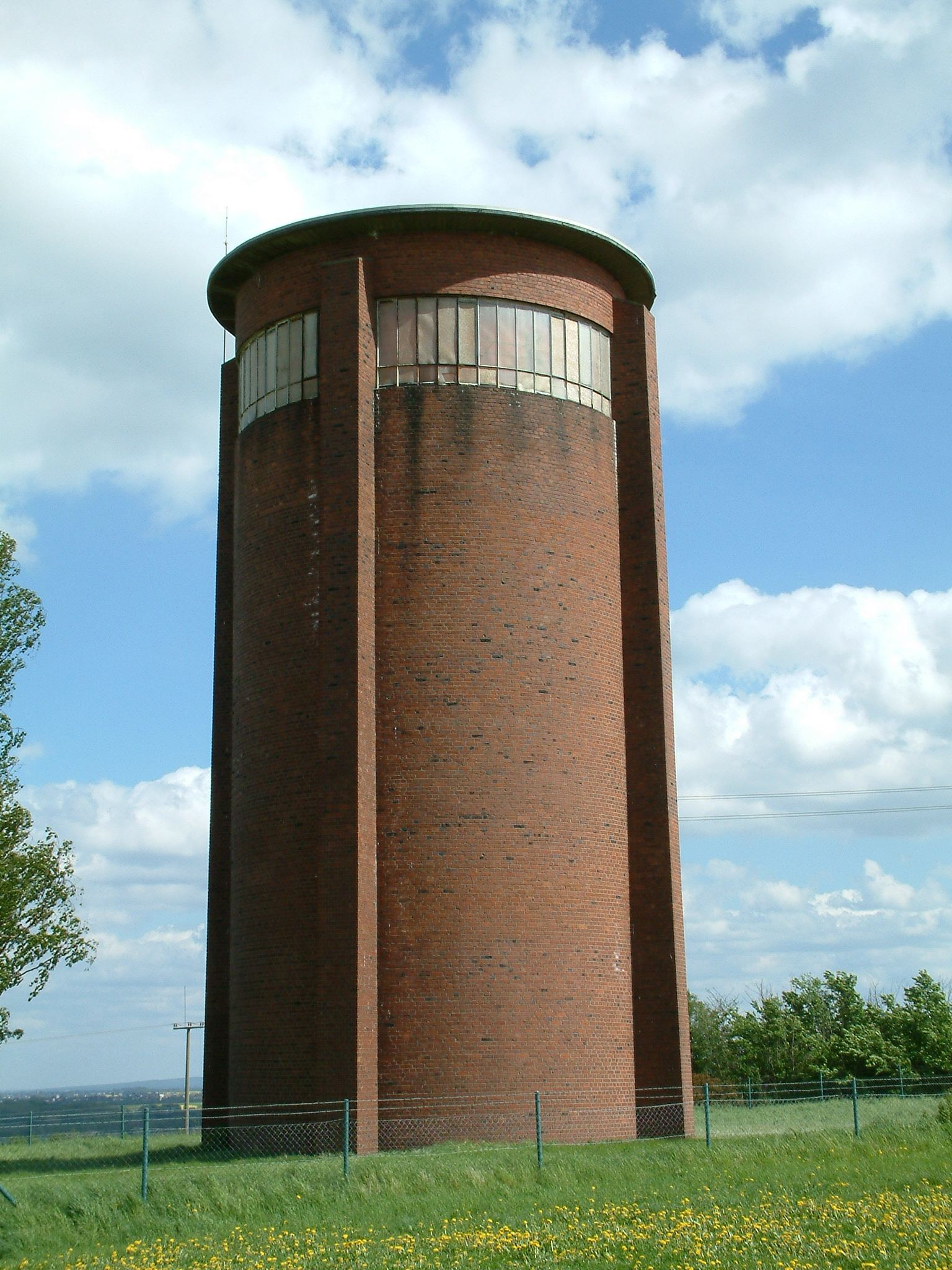
Wasserturm in Ginnick

Der Wasserturm Ginnick steht nördlich des Ortsteiles Ginnick der Gemeinde Vettweiß im Kreis Düren.
Der Rundturm Auf dem Sandberg auf 231 m über NHN markiert den höchsten Punkt der Gemeinde Vettweiß. Er steht am Rande des Ginnicker Waldes und des angrenzenden Stufenländchens mit den Naturschutzgebieten „Ginnicker Bruch“, „Bies Berg“ und „Großen Berg“. Direkt neben dem Turm befindet sich der Sportplatz. 
Der 1955 erbaute Wasserturm mit einem Speichervolumen von 400 m³ wird vom Wasserleitungszweckverband der Neffeltalgemeinden in Vettweiß betrieben. 
Am Wasserturm fanden Open-Air-Festivals statt.